# Rio Jiulong
O rio Jiulong, anteriormente conhecido como Longjiang, é o maior rio do sul de Fuquiém e o segundo maior da província. Possui um comprimento de 258 km (160 milhas) e uma bacia de 14.700 km2 (5.700 milhas quadradas). O rio desagua no Estreito de Taiwan.